# Bauma
Bauma este o comunitate politică din cantonul Zürich, Elveția.

## Geografie
Bauma este situat în zona prealpină  „Zürcher Oberland”  la altitudinea de 640 m deasupra n.m. pe valea râului Toss și pe linia de cale ferată Winterthur-Rapperswil. Punctul cel mai înalt fiind pe Chli-Hörnli (1073 m). Comunitate are:
- 50 % din suprafață pădure
- 34 % teren agrar
- 16 % teren locuit

De Bauma aparțin satele și cătunele:
- Saland, Dillhaus, Dürstelen, Wolfensberg, Wellenau, Lipperschwändi și Schindlet.

Localități învecinate:
- Fischenthal, Sternenberg, Wila, Wildberg ZH, Pfäffikon, Hittnau și Bäretswil.

1. ↑  Arealstatistik Standard - Gemeinden nach 4 Hauptbereichen (în germană), Bundesamt für Statistik[*], accesat în 13 ianuarie 2019